# DFB-Pokal 1954-1955
La DFB Cup 1954-55 fu la 12ª edizione della competizione. In finale il Karlsruher SC sconfisse 3-2 lo FC Schalke 04, aggiudicandosi la prima coppa della sua storia.

## Primo turno
| Squadra 1              | Risultato   | Squadra 2              |
| ---------------------- | ----------- | ---------------------- |
| 02.08.1954             |             |                        |
| SG Düren               | 2 - 5       | Kaiserslautern         |
| 15.08.1954             |             |                        |
| Schalke 04             | 1 - 1 (dts) | Jahn Ratisbona         |
| TuRa 1882 Ludwigshafen | 0 - 1       | St. Pauli              |
| Kickers Offenbach      | 6 - 3       | Hannover 96            |
| Eintracht Francoforte  | 1 - 0       | Pirmasens              |
| Bremerhaven            | 5 - 1       | Erkenschwick           |
| Colonia                | 2 - 1       | STV Horst-Emscher      |
| Union Krefeld          | 4 - 0       | Eintracht Braunschweig |
| Amburgo                | 5 - 3 (dts) | Eintracht Treviri      |
| Spandauer              | 1 - 2       | Lubecca                |
| Norimberga             | 2 - 0       | VfB Marl Hüls          |
| Karlsruhe              | 5 - 1       | FSV Francoforte        |
| Stoccarda              | 4 - 2       | Arminia Hannover       |
| Altona 93              | 3 - 2       | Saarbrücken            |
| Phönix Ludwigshafen    | 0 - 0 (dts) | Alemannia Aquisgrana   |
| TeBe Berlino           | 2 - 4       | Schweinfurt 05         |

### Ripetizioni
| Squadra 1            | Risultato | Squadra 2           |
| -------------------- | --------- | ------------------- |
| 01.09.1954           |           |                     |
| Jahn Ratisbona       | 3 - 6     | Schalke 04          |
| 15.09.1954           |           |                     |
| Alemannia Aquisgrana | 4 - 0     | Phönix Ludwigshafen |

## Ottavi di finale
| Squadra 1            | Risultato   | Squadra 2             |
| -------------------- | ----------- | --------------------- |
| 21.09.1954           |             |                       |
| Kaiserslautern       | 7 - 0       | Colonia               |
| 25.09.1954           |             |                       |
| Karlsruhe            | 1 - 0       | Norimberga            |
| 26.09.1954           |             |                       |
| Schalke 04           | 1 - 1 (dts) | Schweinfurt 05        |
| Stoccarda            | 5 - 1       | Lubecca               |
| Altona 93            | 2 - 1       | Eintracht Francoforte |
| Alemannia Aquisgrana | 4 - 2 (dts) | Union Krefeld         |
| Kickers Offenbach    | 2 - 0       | St. Pauli             |
| 19.12.1954           |             |                       |
| Bremerhaven          | 3 - 1       | Amburgo               |

### Ripetizione
| Squadra 1      | Risultato | Squadra 2  |
| -------------- | --------- | ---------- |
| 17.10.1954     |           |            |
| Schweinfurt 05 | 0 - 1     | Schalke 04 |

## Quarti di finale
| Squadra 1         | Risultato | Squadra 2            |
| ----------------- | --------- | -------------------- |
| 27.11.1954        |           |                      |
| Altona 93         | 2 - 0     | Alemannia Aquisgrana |
| 19.12.1954        |           |                      |
| Stoccarda         | 2 - 5     | Karlsruhe            |
| 02.01.1955        |           |                      |
| Kickers Offenbach | 4 - 1     | Kaiserslautern       |
| Schalke 04        | 2 - 0     | Bremerhaven          |

## Semifinali
| Squadra 1  | Risultato   | Squadra 2         |
| ---------- | ----------- | ----------------- |
| 07.04.1955 |             |                   |
| Schalke 04 | 2 - 1       | Kickers Offenbach |
| 20.04.1955 |             |                   |
| Altona 93  | 3 - 3 (dts) | Karlsruhe         |

### Ripetizione
| Squadra 1  | Risultato | Squadra 2 |
| ---------- | --------- | --------- |
| 08.05.1955 |           |           |
| Karlsruhe  | 3 - 0     | Altona 93 |

## Finale
| Squadra 1  | Risultato | Squadra 2  |
| ---------- | --------- | ---------- |
| 21.05.1955 |           |            |
| Karlsruhe  | 3 - 2     | Schalke 04 |

| Arbitro: | Werner Treichel (Berlino) |

|                                     |           |                    |
| Kunkel 20’ Sommerlatt 83’ Traub 86’ | Marcatori | 44’, 70’ Sadlowski |

| KARLSRUHER SC: |   |                   |
|                |   |                   |
| GK             | 1 | Rudi Fischer      |
| DF             |   | M. Fischer        |
| DF             |   | Walter Baureis    |
| MF             |   | Roth              |
| MF             |   | Geesemann         |
| MF             |   | Dannenmeier       |
| FW             |   | Oswald Traub      |
| FW             |   | Kurt Sommerlatt   |
| FW             |   | Antoine Kohn      |
| FW             |   | Ernst Kunkel      |
| FW             |   | Hans Strittmatter |
| Allenatore:    |   |                   |
| Adolf Patek    |   |                   |

| FC SCHALKE 04:   |   |                   |
|                  |   |                   |
| GK               | 1 | Manfred Orzessek  |
| DF               |   | Garten            |
| DF               |   | Günther Brocker   |
| MF               |   | Hermann Eppenhoff |
| MF               |   | Walter Zwickhöfer |
| MF               |   | Harkener          |
| FW               |   | Bernhard Klodt    |
| FW               |   | Otto Laszig       |
| FW               |   | Helmut Sadlowski  |
| FW               |   | Piontek           |
| FW               |   | Hans Krämer       |
| Allenatore:      |   |                   |
| Eduard Frühwirth |   |                   |

Karlsruher SC
(1º successo)